# Malcolm Hastie
Malcolm Thomas Hastie (19 febbraio 1929 – Melbourne, 8 aprile 2017) è stato un pallanuotista australiano.
Ha partecipato, come membro dell'Australia, alle Olimpiadi di Helsinki 1952.
Ha vinto la medaglia d'oro al torneo di pallanuoto dei IV Giochi dell'Impero Britannico.